# Jo Woo-chan
Jo Woo-chan (hangul: 조우찬 (); Seúl, 20 de enero de 2005), también conocido conocido simplemente como Woochan, es un cantante y rapero surcoreano. Participó en Show Me the Money 6 en 2017. Lanzó un sencillo colaborativo predebut titulado "OGZ", el 5 de enero de 2018. Debutó como miembro del grupo mixto surcoreano AllDay Project bajo The Black Label en junio de 2025.

## Biografía
Jo nació el 20 de enero de 2005. Siendo un niño, apareció en anuncios para varias marcas.

## Carrera

### 2017-2024: Actividades predebut
En 2017, a los 12 años, Jo Woo-chan se convirtió en el concursante más joven en la historia de Show Me the Money participando en su temporada 6, y se ganó el apodo de "Lil Dok2". Durante el programa, lanzó tres sencillos colaborativos, "1/N" con Dynamic Duo, "What You Call Is The Price" con Nucksal y "VVIP" con Sik-K. Terminó siendo eliminado en las semifinales. Como invitado, Jo participó en la canción de Hui "Wake me up" para el programa piloto de variedades musicales de KBS, Hyena on the Keyboard. El sencillo se lanzó el 9 de octubre en varios sitios web de música coreana. En octubre de 2017, Jo fue elegido para el cortometraje de JTBC Father's Sword, del director Jeong Yoon-cheol. En noviembre de 2017, Jo fue nombrado embajador de relaciones públicas de la Asociación de Scouts de Corea.
El 5 de enero de 2018, Jo participó en un grupo proyecto llamado OG School Project, junto a los aprendices de Starship Park Hyun-jin y Achillo. Lanzaron el sencillo "OGZ", producido por GroovyRoom.
En julio de 2019, se anunció su salida de Cube Entertainment.
Jo iba a ser miembro del grupo de Big Hit Music Trainee A. Sin embargo, el debut del grupo finalmente se canceló a finales de 2022.

### 2025-presente: Debut con AllDay Project
Jo debutó como miembro del grupo mixto surcoreano AllDay Project bajo la compañía The Black Label en junio de 2025.

## Discografía

### Sencillos
| Título                                                                                 | Año  | Mejor posición | Ventas (DL)                    | Álbum                 |
| Título                                                                                 | Año  | COR            | Ventas (DL)                    | Álbum                 |
| -------------------------------------------------------------------------------------- | ---- | -------------- | ------------------------------ | --------------------- |
| «VVIP» (feat. Sik-K, Gaeko)                                                            | 2017 | 43             | - COR: 88 925[cita requerida]  | Show Me the Money 6   |
| «1/N» (N분의 1) (con Hanhae, Ryno, Nucksal feat. Dynamic Duo)                          | 2017 | 3              | - COR: 756 771[cita requerida] | Show Me the Money 6   |
| «Brrr get$» (부르는 게 값이야) (con Nucksal feat. Gaeko, Don Mills)                    | 2017 | 8              | - COR: 174 664[cita requerida] | Show Me the Money 6   |
| «Wake Me Up» (con Hui)                                                                 | 2017 | —              | - COR: 17 921                  | Hyena on the Keyboard |
| «OGZ» (con Park Hyun-jin, Achillo)                                                     | 2018 | —              | N/A                            | Sin álbum             |
| «–» indica que el lanzamiento no se posicionó en la lista o no se lanzó en esa región. |      |                |                                |                       |

## Filmografía

### Películas
| Año  | Título         | Papel    | Notas        |
| ---- | -------------- | -------- | ------------ |
| 2017 | Father's Sword | Tae-shik | Cortometraje |

### Televisión
| Año       | Título               | Papel       | Difusión | Notas            |
| --------- | -------------------- | ----------- | -------- | ---------------- |
| 2010-2011 | Reality Self-Conceit | Él mismo    | EBS      | Temporadas 3 y 4 |
| 2017      | Show Me the Money 6  | Concursante | Mnet     | Semifinalista    |
| 2020      | Do You Know Hip-hop? | Concursante | Mnet     | [ 13 ]           |

### Apariciones en videos musicales
| Año  | Artista  | Título  | Notas                                       |
| ---- | -------- | ------- | ------------------------------------------- |
| 2016 | Pentagon | "Young" | con Juhyeon y otros aprendices de Cube Tree |
| 2017 | Soyeon   | "Jelly" | con Lai Guan Lin, E'Dawn, Wooseok y Soojin  |